# Decamerone (альбом)
Decamerone — пятый студийный альбом российской поп-группы «Винтаж», цифровой релиз состоялся 22 июля 2014 года. На физических носителях альбом вышел в октябре 2014.

## Предыстория и запись
В 2011 году группа выпустила свой третий студийный альбом «Анечка», который был неоднозначно воспринят музыкальными критиками и попал на 24 строчку российского чарта продаж альбомов. Из альбома было выпущено несколько успешных синглов, в том числе «Роман», «Мама-Америка» и «Деревья». В 2013 году вышел четвёртый альбом коллектива Very Dance, большинство песен для которого написали приглашённые авторы. Первый сингл пластинки «Москва» стал для группы пятым хитом №1 в общем радиочарте СНГ и России. Позже Алексей Романоф признался, что обе работы оказались «проходными по цифрам», а работа над альбомом Very Dance его разочаровала. «В Very Dance я не писал музыки вообще, отдыхал, творческий кризис или как хотите. Хотя потом все треки сам дописывал до конца, потому что не получилось желаемого, и потратил сил и нервов гораздо больше, если бы все делал сам с самого начала…», — рассказывал музыкант.
В 2012 году Романоф познакомился с музыкантом и автором песен Антоном Кохом, которому пообещал, что запишет альбом на его стихи. Алексей сначала выделил песню «Кризис», но Анна Плетнёва уговорила его в первую очередь заняться продюсированием «Знака Водолея». Романоф изначально не хотел записывать песню, но Плетнёва убедила его и позже музыкант говорил: «Меня Аня очень настойчиво просила начать запись альбома именно с этой вещи. Её женская интуиция здесь сработала выше всяких похвал». После записи «Знака Водолея» у группы появилась концепция нового альбома, в виде макета, состоящего из названия песен обозначающих важные для участников коллектива темы, хотя песни ещё не были написаны. Романоф предлагал авторам стихов неограниченную свободу самовыражения, а музыку писал на уже готовые тексты.
Практически все композиции были написаны за 4 месяца, с января по апрель 2013 года. Стихи для заглавного трека написал давно сотрудничающий с группой поэт Александр Ковалёв. Он также позже, когда уже формировался трек-лист альбома, прислал стихи для песни к фильму о жизни аутистов «Высокие», который так и не был снят. Песня также вошла в финальную версию пластинки. Летом того же года группа приступила к студийной записи новых песен. На тот момент, коллектив прекратил сотрудничество с Александром Сахаровым, с которым были записаны три предыдущие альбома группы. Алексей Романоф пригласил для записи молодых музыкантов Тимура Ёлчина и Кирилла Кузьменко (DJ Kirill Clash). Гитарные партии на пластинке исполнил Отто Нотман, а партии ударных — Василий Дочкин. Большая часть записи проходила в Германии. Для этого Романоф обратился к своим давним друзьям Саше Диту и Штефану Эндеману.
В процессе работы над альбомом некоторые песни подверглись серьёзной переработке («Знак Водолея»), другие остались в практически неизменном виде («Кризис»). Примерно за полгода до релиза группа выложила в социальные сети примерный список композиций грядущей пластинки, который, тем не менее, претерпел серьёзные изменения: песня «Boys» попала в вышедший чуть позже сборник «Микки», «Flash back» так и осталась в виде текста, а десятилетней давности композиция «Black Origami», по мнению Романоф, не подошла по настроению.

## Оформление
Обложка альбома создана по концепции художника Энди Уорхола — четыре квадрата с разноцветным портретом Анны Плетнёвой в каждом из них. То есть одна и та же идея, но в разных образах и настроениях: иные взгляды, иная суть. Можем говорить об одном и том же, но разными словами. Можем мечтать об одном, но по-разному.
Альбом начинает новый виток музыкального развития коллектива, чьё творчество всё меньше и меньше вписывается в общее течение российского шоу-бизнеса. Новые песни — тринадцать историй о вечной борьбе тела и духа, обнажённая поэзия и музыкальный калейдоскоп — как вызов общепринятому формату, своеобразная пощёчина отечественной поп-культуре. Это «Декамерон». 8 ноября, 2014 года, «Винтаж» планируют большой сольный концерт в «Ray Just Arena», где состоится презентация альбома. В первый день после релиза, «Декамерон» по продажам в «iTunes» и «Google Play» занял 1 место. С 23 июля «Decamerone» доступен на Яндекс. Музыке.

Альбом «Декамерон» — это два года нашей жизни. Я вижу его как путешествие от тёмной эмоции к светлой. Именно так расставлены песни в этом альбоме. Безусловно, есть уже три хорошо известные слушателям песни «Три желания» вместе с DJ Smash, «Знак Водолея» и «Когда рядом ты», но остальной материал нигде пока не звучал. Кстати, почему-то считается, что мы очень легко заходим на радио. Это совсем не так! Мы сами постоянно воздвигаем себе какие-то барьеры. Либо провокационным текстом, либо непростой мелодией. Меня постоянно упрекают в том, что я пишу сложные мелодии, хотя я так не считаю.— Алексей Романоф

## Синглы
Первым синглом с альбома стала песня «Знак Водолея», написанная Антоном Кохом и аранжированная Алексеем Романоф. Трек стал шестым синглом группы, занявшим первое место в радио-чарте СНГ и первым синглом номер 1 на Украине. 21 мая вышел клип на интернет-канале ELLO. Песня попала в интернет ещё до официальной премьеры на радио и Алексей Романоф посчитал, что её «слили» работники радиостанций. Песня была выложена в официальном сообществе группы на сайте «ВКонтакте». Романоф писал о сотрудничестве с Кохом: «Антон Кох, талантливый парень и автор потрясающих песен!
Второй сингл „Три желания“ был записан совместно с DJ Smash и был представлен 7 октября в официальной группе Винтаж „ВКонтакте“. Авторами трека являются молодой композитор Антон Кох и Алексей Романоф. 17 сентября проходили съёмки на данную композицию, режиссёром также стал украинский клипмейкер Сергей Ткаченко. Премьера клипа состоялась 15 ноября на интернет-канале ELLO.
Третьим синглом с альбома стала песня „Когда рядом ты“. Песня также, как и „Знак Водолея“ была представлена в соц.сети „ВКонтакте“, в официальной группе лейбла „Velvet Music“. 26 мая вышел клип на данный сингл, в которым принял участие известный актёр Михаил Галустян. Песня достигла 1 места в чарте ротаций „Weekly General Airplay Top Hit 100“ и стала для группы седьмым синглом номер один, который возглавил российский радиочарт. Песня продержалась на первом месте 4 недели подряд, также по данным портала „TopHit.ru“, „Винтаж“ установили рекорд по числу недельных ротаций на радиостанциях России и стран СНГ. Число ротаций хита „Когда рядом ты“ за отчетную неделю составило более 27,420 тысяч единиц, что является абсолютным рекордом чарта „Weekly General Airplay Top Hit 100“ за всю историю его существования.
Четвертым синглом с альбома стал трек «Кризис», режиссёром которого выступил Алексей Ракитин, и на который в следствии вышло музыкальное видео.

## Реакция критики
| Оценки критиков | Оценки критиков |
| Источник        | Оценка          |
| --------------- | --------------- |
| Colta.ru        | (положительная) |
| InterMedia      | [ 8 ]           |
| Weburg.net      | (7.5/10)        |
| Волна           | (положительная) |
| Звуки.Ру        | (положительная) |
| Коммерсантъ     | (положительная) |

Алексей Мажаев из InterMedia дал альбому четыре балла из пяти. Найдя в альбоме много положительных качеств, критик отметил, что его единственным минусом стало то, что группа показала на пластинке «чересчур много козырей сразу». «Записывая лёгкую поп-пластинку, видимо, не стоит так настойчиво демонстрировать умище и умения», — посчитал автор рецензии. Сергей Мудрик из «Звуков.ру» так же отмечал, что на этот раз участники коллектива переборщили с попытками показать всё на что они способны, но это является единственным недостатком альбома. «…„Sex“ — своеобразный аналог альбом „Erotica“, альбом „Very Dance“ схож с „Confessions on a Dance Floor“. С этой точки зрения, а также заявлениям в пресс-релизе, „Decamerone“ должен стать opus magnum группы, своеобразным „Ray of Light“ — тем, к чему Романоф и Плетнёва шли все эти годы», — писал критик. Журналисты издания «Волна» дали альбому положительную оценку и посчитали, что он похож на сборник всех достижений российской поп-музыки последних лет: «„Винтаж“ показывает, что они обскачут многих и не пощадят при этом никого». Обозреватель Colta.ru Сергей Мезенов дал альбому положительный отзыв, написав, что «на „Decamerone“ „Винтаж“ не только держит марку, но и аккуратно расширяет свои возможности». Олег Лузин из интернет-журнала Weburg.net дал альбому позитивную оценку, назвав его сильным и разносторонним. Борис Барабанов из газеты «Коммерсантъ» писал, что «Винтаж» на альбоме боролись за поэтичность текстов своих песен и отмечал их серьёзность, хотя, по его мнению, любовная лирика всё же перевесила социальную.

## Список композиций
| №   | Название                       | Автор(ы)                                                      | Длительность |
| --- | ------------------------------ | ------------------------------------------------------------- | ------------ |
| 1.  | «Китайская стена»              | Антон Кох, Алексей Романоф                                    | 5:01         |
| 2.  | «Кризис»                       | Антон Кох                                                     | 3:37         |
| 3.  | «Вселенная»                    | Антон Кох, Алексей Романоф                                    | 3:32         |
| 4.  | «Нежность»                     | Антон Кох, Алексей Романоф                                    | 3:41         |
| 5.  | «Декамерон»                    | Александр Ковалёв, Алексей Романоф                            | 4:18         |
| 6.  | «ДНК»                          | Антон Кох, Алексей Романоф                                    | 3:27         |
| 7.  | «Знак Водолея»                 | Антон Кох, Алексей Романоф                                    | 4:18         |
| 8.  | «ЛР» (feat. ST)                | Антон Кох, Алексей Романоф, ST                                | 4:13         |
| 9.  | «Я люблю тебя видеть»          | Александр Ковалёв, Алексей Романоф                            | 3:39         |
| 10. | «Религия»                      | Антон Кох, Алексей Романоф                                    | 4:47         |
| 11. | «Инфанта»                      | Александр Ковалёв, Алексей Романоф                            | 4:14         |
| 12. | «Когда рядом ты»               | Антон Кох, Александр Ковалёв, Алексей Романоф · Анна Плетнёва | 3:44         |
| 13. | «Три желания» (feat. DJ Smash) | Антон Кох, Алексей Романоф, Андрей Ширман                     | 4:01         |